# Femniterga strobilata
Femniterga strobilata är en fjärilsart som beskrevs av Johnson 1989. Femniterga strobilata ingår i släktet Femniterga och familjen juvelvingar. Inga underarter finns listade i Catalogue of Life.